# Scaldis et Antverpia
Scaldis et Antverpia, traduction latine de l'Escaut et Anvers, est un tableau réalisé en 1609 par le peintre baroque brabançon Abraham Janssens pour le compte du magistrat de la ville d'Anvers. Il appartient à la collection du Musée Royal des Beaux-Arts d'Anvers.

## Contexte
En 1608, Abraham Janssens est chargé par le magistrat de la ville de réaliser un tableau pour la cheminée de la Chambre des États (Statenkamer) de l'hôtel de ville d'Anvers. Des envoyés des Provinces-Unies et des Pays-Bas espagnols y mèneraient des négociations de paix. En fin de compte, les consultations conduiraient à la trêve de Douze Ans entre les Pays-Bas septentrionaux et méridionaux. Avec Scaldis et Antverpia, le conseil municipal a voulu inciter les négociateurs à rouvrir l'Escaut à la navigation. La prospérité de la ville en dépendait.
En face de ce tableau se trouvait un chef-d'œuvre de Pierre Paul Rubens. Ce maître anversois venait de rentrer d'Italie. Il a reçu 1 800 florins pour sa peinture. C'était plus du double de celui de Janssens (750 florins) et, par extension, plus du double de ce que la ville avait dépensé auparavant pour un tableau. L'Adoration des Mages (en) est confrontée à ce point culminant de l'œuvre de Janssen, et selon certains, à l'artiste même.
La confrontation des deux chefs-d'œuvre a toujours été vécue comme un duel entre les peintres. Cette prétendue rivalité a également été exprimée par Arnold Houbraken (1718-1721) dans son Groote Schouburgh. L'auteur y esquisse une vision de Janssens totalement opposée à celle de l'industrieux Rubens. Janssens « se promenait quotidiennement avec sa nouvelle épouse, et chérissait l'oisiveté qui le consumait comme un papillon de nuit, par lequel sa famille était dans un mauvais état, tomba finalement dans la pauvreté, tandis qu'il errait avec une tête démunie, cherchait du réconfort dans les auberges, et a arrosé les ennuis avec de la boisson »,.
Si cette bataille artistique entre deux artistes avait déjà eu lieu, elle aurait été très inégale. Scaldis et Antverpia est un point culminant de l'œuvre de Janssens, mais L'Adoration des Mages de Rubens n'était que le début de sa carrière. Cela transformerait énormément la vie artistique dans la ville de l'Escaut. Néanmoins, Janssens était l'un des peintres les plus importants d'Anvers au moment de la commande. C'est donc en toute logique que le magistrat de la ville lui a confié cette mission.
Le tableau est considéré par les historiens et les spécialistes de l'art comme un document politico-historique. L'ordre et l'iconographie de cette peinture allégorique font référence aux négociations de paix pour la trêve de Douze Ans.

## Description
La jeune fille de la ville Antverpia est présentée avec une corne d'abondance par le dieu de la rivière Scaldis. Des morceaux de fruits et légumes tombent de cette corne d'abondance, prenant la forme d'un visage humain. Le gag visuel de l'artiste rappelle au spectateur Giuseppe Arcimboldo.
Le vieux dieu s'appuie sur une amphore. De là coule l'eau de l'Escaut, référence claire à sa personnalité. Abraham Janssens a basé sa composition sur La Création d'Adam de Michel-Ange. Tout comme Janssens, il peint ses personnages solides et robustes. La lumière vive qui projette des ombres sombres rappelle également Le Caravage.